# Billy Eden
William Eden (1 tháng 7 năm 1905 – 1993) là một cầu thủ bóng đá người Anh thi đấu ở vị trí outside left cho Darlington, Sunderland, Tranmere Rovers và New Brighton. Ông có 152 lần ra sân cho Tranmere, ghi 31 bàn thắng.